# Анелін (Каліський повіт)
Анелін (пол. Anielin) — село в Польщі, у гміні Желязкув Каліського повіту Великопольського воєводства.
Населення — 198 осіб (2011).
У 1975-1998 роках село належало до Каліського воєводства.

## Демографія
Демографічна структура станом на 31 березня 2011 року:
|          | Загалом | Допрацездатний вік | Працездатний вік | Постпрацездатний вік |
| -------- | ------- | ------------------ | ---------------- | -------------------- |
| Чоловіки | 101     | 25                 | 61               | 15                   |
| Жінки    | 97      | 10                 | 61               | 26                   |
| Разом    | 198     | 35                 | 122              | 41                   |